# Athlītikī Enōsis Kōnstantinoupoleōs 2020-2021
Questa voce raccoglie le informazioni riguardanti l'AEK Atene nelle competizioni ufficiali della stagione 2020-2021.

## Organigramma societario
Area direttiva
- Presidente: Evangelos Aslanidis
- 1° Vice presidente: Minas Lysandrou
- 2° Vice presidente: Alexis Alexiou
- Membro cons. direttivo: Stergios Gantzoulas,Ioannis Tsoutsas
- Amministratore delegato: Minas Lysandrou
- General manager: Angeliki Arkadi
- Direttore finanziario: Dimitris Patkas
- Direttori commerciali: Nikos Karaouzas, Andreas Dimatos

Area tecnica
- Direttore tecnico: Ilija Ivić
- Direttore operazioni settore "calcio": Vasilis Dimitriadis
- Allenatore: Massimo Carrera
- Allenatore in seconda: Gianluca Colonnello
- Allenatore portieri: Chrysostomos Michailidis
- Preparatore atletico: Kostas Parousis
- Collaboratori tecnici: Nikos Panagiotaras, Giorgio D'Urbano
- Magazzinieri: Jon Eskalza, Iker López, Josu Arambarri

Area sanitaria
- Responsabile: Pantelis Nikolaou
- Medico sociale: Charis Lalos
- Fisioterapisti: Dimitris Ioannou, Giannis Stathas, Dionisis Engarchos, Giannis Bouroutzikas, Vangelis Koutsogiannis

## Maglie e sponsor
Il fornitore tecnico per la stagione 2019-2020 è Capelli, mentre lo sponsor ufficiale è Pame Stoixima. Dopo diversi anni, l'AEK torna a vestire una maglia senza le tradizionali righe giallo-nere.
| 1ª divisa | 2ª divisa | 3ª divisa |

## Rosa
| N. |                              | Ruolo | Calciatore              |
| -- | ---------------------------- | ----- | ----------------------- |
| 1  | Grecia (bandiera)            | P     | Panagiotis Tsintotas    |
| 2  | Grecia (bandiera)            | D     | Michalīs Mpakakīs       |
| 3  | Portogallo (bandiera)        | D     | Hélder Lopes            |
| 4  | Polonia (bandiera)           | C     | Damian Szymański        |
| 5  | Romania (bandiera)           | C     | Ionuț Nedelcearu        |
| 6  | Serbia (bandiera)            | C     | Nenad Krstičić          |
| 8  | Portogallo (bandiera)        | C     | André Simões            |
| 9  | Trinidad e Tobago (bandiera) | A     | Levi García             |
| 11 | Iran (bandiera)              | A     | Karim Ansarifard        |
| 14 | Grecia (bandiera)            | A     | Chrīstos Almpanīs       |
| 15 | Slovenia (bandiera)          | D     | Žiga Laci               |
| 16 | Grecia (bandiera)            | P     | Vasilis Chatziemmanouil |
| 17 | Svezia (bandiera)            | A     | Muamer Tanković         |
| 18 | Portogallo (bandiera)        | A     | Nélson Oliveira         |
| 19 | Ucraina (bandiera)           | D     | Dmytro Čyhryns'kyj      |
| 20 | Grecia (bandiera)            | C     | Petros Mantalos         |
| 24 | Grecia (bandiera)            | D     | Stratos Svarnas         |
| 25 | Grecia (bandiera)            | C     | Kōstas Galanopoulos     |
| 26 | Tunisia (bandiera)           | C     | Nassim Hnid             |

| N. |                       | Ruolo | Calciatore                |
| -- | --------------------- | ----- | ------------------------- |
| 28 | Ucraina (bandiera)    | C     | Jevhen Šachov             |
| 30 | Grecia (bandiera)     | P     | Geōrgios Athanasiadīs     |
| 33 | Ucraina (bandiera)    | C     | Oleh Dančenko             |
| 35 | Grecia (bandiera)     | A     | Michalis Kosidis          |
| 37 | Croazia (bandiera)    | D     | Vedad Radonja             |
| 40 | Albania (bandiera)    | D     | Mario Mitaj               |
| 51 | Grecia (bandiera)     | C     | Giannis Sardelis          |
| 52 | Grecia (bandiera)     | A     | Efthymis Christopoulos    |
| 53 | Grecia (bandiera)     | A     | Theodosis Macheras        |
| 88 | Grecia (bandiera)     | D     | Stauros Vasilantōnopoulos |
| 99 | Grecia (bandiera)     | P     | Giorgos Theocharis        |
| -- | Nigeria (bandiera)    | A     | Bright Enobakhare         |
| -- | Argentina (bandiera)  | D     | Emanuel Insúa             |
| -- | Portogallo (bandiera) | D     | Paulinho                  |
| -- | Portogallo (bandiera) | C     | David Simão               |
| -- | Croazia (bandiera)    | C     | Anel Šabanadžović         |
| -- | Grecia (bandiera)     | C     | Giannīs-Foivos Mpotos     |
| -- | Croazia (bandiera)    | A     | Marko Livaja              |
| -- | Serbia (bandiera)     | A     | Petar Karaklajić          |

## Calciomercato

### Sessione estiva
| Acquisti | Acquisti                  | Acquisti                 | Acquisti                   |
| R.       | Nome                      | da                       | Modalità                   |
| -------- | ------------------------- | ------------------------ | -------------------------- |
| A        | Bright Enobakhare         | -                        | svincolato                 |
| C        | Damian Szymański          | Achmat Groznyj           | definitivo (1,3 milioni €) |
| P        | Vasilis Chatziemmanouil   | Fostiras                 | fine prestito              |
| C        | Paris Babis               | Platanias                | fine prestito              |
| C        | Miloš Deletić             | Asteras Tripolīs         | fine prestito              |
| D        | Giorgos Giannoutsos       | Alkī Oroklini            | fine prestito              |
| A        | Christos Giousis          | Platanias                | fine prestito              |
| P        | Thanasis Pantos           | Ethnikos Pireo           | fine prestito              |
| P        | Panagiotis Ginis          | Enōsi Panaspropyr.-Doxas | fine prestito              |
| D        | Michalis Bousis           | Ergotelīs                | fine prestito              |
| D        | Giorgos Kornezos          | Iōnikos                  | fine prestito              |
| A        | Giōrgos Giakoumakīs       | Górnik Zabrze            | fine prestito              |
| C        | David Simão               | Hapoel Be'er Sheva       | fine prestito              |
| D        | Stauros Vasilantōnopoulos | Górnik Zabrze            | fine prestito              |
| A        | Giannis Iatroudis         | Ergotelīs                | definitivo (gratuito)      |
| C        | Petar Karaklajić          | Proleter Novi Sad        | definitivo (300000 €)      |
| D        | Emanuel Insúa             | Panathīnaïkos            | definitivo (gratuito)      |
| D        | Nassim Hnid               | Sfaxien                  | definitivo (620000 €)      |
| A        | Karim Ansarifard          | Al-Sailiya               | definitivo (gratuito)      |
| D        | Vedad Radonja             | Dinamo Zagabria          | definitivo (200000 €)      |
| A        | Levi García               | Beitar Gerusalemme       | definitivo (2,2 milioni €) |
| C        | Jevhen Šachov             | Lecce                    | definitivo (gratuito)      |
| D        | Ionuț Nedelcearu          | Ufa                      | definitivo (550000 €)      |
| A        | Muamer Tanković           | Hammarby                 | definitivo (gratuito)      |

| Cessioni | Cessioni               | Cessioni          | Cessioni                    |
| R.       | Nome                   | a                 | Modalità                    |
| -------- | ---------------------- | ----------------- | --------------------------- |
| D        | Ognjen Vranješ         | Anderlecht        | fine prestito               |
| A        | Viktōr Klōnaridīs      | -                 | fine contratto              |
| C        | Niklas Hult            | -                 | fine contratto              |
| P        | Thanasis Pantos        | -                 | fine contratto              |
| P        | Vasilios Barkas        | Celtic            | definitivo (5 milioni €)    |
| A        | Sergio Araujo          | Las Palmas        | fine prestito               |
| A        | Giōrgos Giakoumakīs    | VVV-Venlo         | definitivo (200000 €)       |
| D        | Giorgos Kornezos       | Asteras Vlachiōtī | prestito                    |
| D        | Marios Oikonomou       | Copenaghen        | definitivo (1 milione €)    |
| P        | Panagiotis Ginis       | Iōnikos           | prestito                    |
| A        | Daniele Verde          | Spezia            | prestito oneroso (200000 €) |
| D        | Konstantinos Stamoulis | Lamia             | prestito                    |
| A        | Giannis Iatroudis      | Volendam          | prestito                    |
| C        | Miloš Deletić          | Lamia             | prestito                    |
| A        | Christos Giousis       | Panachaïkī        | prestito                    |
| A        | Bright Enobakhare      | -                 | fine contratto              |
| C        | Paris Babis            | Apollōn Larissa   | prestito                    |
| D        | Giorgos Giannoutsos    | Episkopī          | prestito                    |
| D        | Michalis Bousis        | Apollōn Larissa   | prestito                    |

### Sessione invernale
| Acquisti | Acquisti      | Acquisti | Acquisti                 |
| R.       | Nome          | da       | Modalità                 |
| -------- | ------------- | -------- | ------------------------ |
| D        | Oleh Dančenko | Rubin    | definitivo (1 milione €) |

| Cessioni | Cessioni              | Cessioni        | Cessioni              |
| R.       | Nome                  | a               | Modalità              |
| -------- | --------------------- | --------------- | --------------------- |
| D        | Emanuel Insúa         | Aldosivi        | prestito              |
| A        | Petar Karaklajić      | Rad Belgrado    | prestito              |
| D        | Paulinho              | Gil Vicente     | definitivo            |
| A        | Marko Livaja          | Hajduk Spalato  | definitivo (gratuita) |
| D        | Manolis Arvanitis     | Arīs Limassol   | prestito              |
| C        | David Simão           | Moreirense      | prestito              |
| A        | Giannīs-Foivos Mpotos | Go Ahead Eagles | prestito biennale     |
| C        | Anel Šabanadžović     | Željezničar     | prestito              |

## Risultati

### Souper Ligka Ellada
Il massimo campionato greco, a cui partecipa l'AEK Atene, si svolgerà in due fasi. Nella prima le quattordici squadre si affronteranno in un girone all'italiana con partite di andata e ritorno. Dopo le 26 partite previste dal calendario, le prime sei squadre classificate verranno a formare una "pool" finale conservando il proprio punteggio ottenuto nella prima fase. Anche in questo caso si svolgerà un girone all'italiana con partite di andata e ritorno. Al termine delle 10 partite previste, la squadra campione sarà quella che avrà ottenuto più punti in classifica.

#### Fase regolare (Andata)
| Arbitro: | Andris Treimanis |

|            |           |             |
| Simões 80’ | Marcatori | 57’ Vrousai |

| Agrinio 19 settembre 2020, ore 20:30 UTC+3 2ª giornata    | Panaitōlikos | 0 – 2 referto           | AEK Atene | Panetolikos Stadium |
| \| \| \| \| \| \| Marcatori \| 68’ Livaja 87’ Mantalos \| |              |                         |           |                     |
|                                                           |              |                         |           |                     |
|                                                           | Marcatori    | 68’ Livaja 87’ Mantalos |           |                     |

| Atene 27 settembre 2020, ore 20:30 UTC+3 3ª giornata                     | AEK Atene | 3 – 0 referto | Lamia | Olympiakó Stádio Spyros Louis |
| \| \| \| \| \| García 14’ Krstičić 65’ Enobakhare 85’ \| Marcatori \| \| |           |               |       |                               |
|                                                                          |           |               |       |                               |
| García 14’ Krstičić 65’ Enobakhare 85’                                   | Marcatori |               |       |                               |

| Peristeri 4 ottobre 2020, ore 21:45 UTC+3 4ª giornata | Atromītos | 1 – 0 referto | AEK Atene | Stadio comunale di Peristeri |
| \| \| \| \| \| \| Marcatori \| Goutas 24’ \|          |           |               |           |                              |
|                                                       |           |               |           |                              |
|                                                       | Marcatori | Goutas 24’    |           |                              |

| Arbitro: | Tobias Stieler |

|                |           |          |
| Ansarifard 23’ | Marcatori | 89’ Murg |

| Giannina 25 ottobre 2020, ore 20:30 UTC+3 5ª giornata | PAS Giannina | 0 – 1 referto  | AEK Atene | Stadio Zosimades |
| \| \| \| \| \| \| Marcatori \| Ansarifard 16’ \|      |              |                |           |                  |
|                                                       |              |                |           |                  |
|                                                       | Marcatori    | Ansarifard 16’ |           |                  |

| Arbitro: | Aristomenis Koutsiaftis |

|                           |           |             |
| Nedelcearu 34’ Šachov 74’ | Marcatori | 6’ Sturgeon |

| Salonicco 8ª giornata | Arīs Salonicco | – referto | AEK Atene | Stadio Kleanthis Vikelidis |

| Arbitro: | Vasilis Fotias |

|                                                         |           |           |
| Macheras 55’ Ansarifard 72’ Simões 78’ Galanopoulos 89’ | Marcatori | 68’ Sparv |

| Arbitro: | Ioannis Papadopoulos |

|              |           |                           |
| Barrales 44’ | Marcatori | 13’ Livaja 58’ Ansarifard |

| Arbitro: | Irfan Peljto |

|              |           |                              |
| Oliveira 87’ | Marcatori | 34’ Macheda 45+2’ Kourmpelīs |

| Arbitro: | Efstathios Gortsilas |

|                                              |           |                                                      |
| Fernández 8’ Tsabourīs 66’ Baxevanidis 90+3’ | Marcatori | 6’ Ansarifard 19’ García 25’ Ansarifard 88’ Oliveira |

| Arbitro: | Anastasios Sidiropoulos |

|                            |           |                       |
| Tanković 7’ Ansarifard 70’ | Marcatori | 16’ Ferrari 34’ Warda |

#### Fase regolare (ritorno)
| Arbitro: | Danny Makkelie |

|                                                 |           |  |
| El-Arabi 13’ El-Arabi 68’ Valbuena 90+4’ (rig.) | Marcatori |  |

| Arbitro: | Evangelos Manouhos |

|                  |           |  |
| Galanopoulos 41’ | Marcatori |  |

| Arbitro: | Aristomenis Koutsiaftis |

|  |           |               |
|  | Marcatori | 9’ Ansarifard |

| Arbitro: | Dimitris Karantonis |

|                                |           |                               |
| Oliveira 63’ (rig.) Livaja 73’ | Marcatori | 89’ (rig.) Christodoulopoulos |

| Arbitro: | Slavko Vinčić |

|                          |           |                             |
| Crespo 40’ Vieirinha 70’ | Marcatori | 18’ Šachov 50’ Galanopoulos |

| Arbitro: | Evangelos Manouhos |

|  |           |                            |
|  | Marcatori | 33’ (rig.) Križman 87’ Léo |

| Arbitro: | Praxitelis Zachariadis |

|  |           |                         |
|  | Marcatori | 43’ Šachov 71’ Tanković |

| Arbitro: | Andris Treimanis |

|  |           |                      |
|  | Marcatori | 29’ Rose 91+1’ Silva |

| Arbitro: | Efstathios Gortsilas |

|                        |           |                                                         |
| Nikolias 70’ Acuña 80’ | Marcatori | 14’ (rig.) Oliveira 43’ Oliveira 90’ [Chrīstos Almpanīs |

| Arbitro: | Irfan Peljto |

|                             |           |                          |
| Szymański 40’ Szymański 68’ | Marcatori | 16’ Fernández 18’ Suárez |

| Arbitro: | Georgi Kabakov |

|           |           |            |
| Vélez 58’ | Marcatori | 73’ García |

| Arbitro: | Thanasis Tzilos |

|                              |           |  |
| Ansarifard 7’ Ansarifard 25’ | Marcatori |  |

| Arbitro: | Georgi Kabakov |

|                       |           |  |
| Douvikas 45+3’ (rig.) | Marcatori |  |

#### Play-Off
| Arbitro: | Nikola Dabanović |

|                                        |           |                |
| Živković 3’ Świderski 46’ Živković 89’ | Marcatori | 45+3’ Oliveira |

| Arbitro: | Srđan Jovanović |

|                |           |                                                                 |
| Ansarifard 90’ | Marcatori | 17’ Camara 23’ Masouras 35’ El-Arabi 44’ Masouras 74’ Fortounīs |

| Arbitro: | Alexey Kulbakov |

|             |           |                                                                 |
| Mancini 56’ | Marcatori | 12’ (rig.) Tanković 29’ Vasilantōnopoulos 37’ (rig.) Ansarifard |

| Arbitro: | Angelos Evangelou |

|                                           |           |           |
| Galanopoulos 39’ Lopes 85’ Almpanīs 90+5’ | Marcatori | 41’ Riera |

| Arbitro: | Dennis Higler |

|              |           |               |
| García 90+2’ | Marcatori | 36’ Iōannidīs |

| Arbitro: | Nikola Dabanović |

|                     |           |  |
| Bruma 50’ Bruma 90’ | Marcatori |  |

| Arbitro: | Irfan Peljto |

|                       |           |                         |
| Tanković 90+2’ (rig.) | Marcatori | 48’ Krmenčík 50’ Schwab |

| Arbitro: | Yavhenii Aranovkyi |

|  |           |              |
|  | Marcatori | 50’ Mantalos |

| Arbitro: | Angelos Evangelou |

|              |           |                |
| Kōtsiras 63’ | Marcatori | 56’ Ansarifard |

| Atene 16 maggio 2021, ore 19:30 UTC+3 10ª giornata | AEK Atene        | 0 – 0 referto | Arīs Salonicco | Olympiakó Stádio Spyros Louis\| Arbitro: \| Andris Treimanis \| |
| Arbitro:                                           | Andris Treimanis |               |                |                                                                 |

### Coppa di Grecia 2019-2020
A causa della pandemia di Covid-19, la precedente edizione della Coppa di Grecia è stata sospesa prima della disputa della finale. AEK e Olympiakos si sono sfidate all'inizio di questa stagione. Il trofeo è andato ai rivali dell'Olympiakos, vedendo sconfitto l'AEK per la quarta finale di Coppa di Grecia consecutiva.

#### Finale
| Arbitro: | Björn Kuipers |

|  |           |                |
|  | Marcatori | 10’ Ranđelović |

### Coppa di Grecia 2020-2021
Essendosi classificato terzo nel campionato precedente, l'AEK parteciperà alla Coppa di Grecia a partire direttamente dal sesto turno.

#### Sesto turno
| Arbitro: | Alexandros Tsakalidis |

|                         |           |  |
| Szymański 7’ García 88’ | Marcatori |  |

| Arbitro: | Giorgos Tzovaras |

|                     |           |              |
| Dauda 15’ Lagos 27’ | Marcatori | 20’ Oliveira |

### Fase finale
| Arbitro: | Vasilis Fotias |

|                                                            |           |                           |
| Mantalos 14’ Tanković 29’ Tanković 32’ Oliveira 36’ (rig.) | Marcatori | 14’ Douvikas 57’ Mītoglou |

| Arbitro: | Giorgos Tzovaras |

|                     |           |  |
| Douvikas 35’ (rig.) | Marcatori |  |

| Arbitro: | Georgi Kabakov |

|  |           |            |
|  | Marcatori | 90+5’ Murg |

| Arbitro: | Daniele Doveri |

|                             |           |                  |
| Krmenčík 84’ Živković 90+6’ | Marcatori | 69’ Galanopoulos |

### Europa League
Essendosi classificato terzo nel campionato precedente, l'AEK ha ottenuto la qualificazione all'Europa League 2020-2021, accedendo al torneo a partire dal terzo turno preliminare. Dal sorteggio del 1º settembre 2020, l'AEK affronterà gli svizzeri del San Gallo in una gara a turno unico.

#### Terzo turno preliminare
| Arbitro: | Alejandro Hernández Hernández |

|  |           |              |
|  | Marcatori | 71’ Oliveira |

Con la vittoria fuori casa contro il San Gallo, l'AEK Atene si è qualificato per gli spareggi di Europa League.

#### Spareggi
| Arbitro: | Artur Soares Dias |

|                             |           |               |
| Simões 64’ Ansarifard 90+4’ | Marcatori | 45+1’ Mehmedi |

Con la vittoria sul Wolfsburg, l'AEK Atene passa alla fase a gironi dell'Europa League.

#### Fase a gironi
| Arbitro: | Ruddy Buquet |

|                                   |           |  |
| Galeno 44’ Paulinho 78’ Horta 88’ | Marcatori |  |

| Arbitro: | Harald Lechner |

|              |           |                                |
| Tanković 49’ | Marcatori | 18’ (rig.) Vardy 39’ Choudhury |

| Arbitro: | William Collum |

|               |           |                                                |
| Kochergin 81’ | Marcatori | 7’ Tanković 34’ Mantalos 54’ Livaja 81’ Livaja |

| Arbitro: | Aliyar Aghayev |

|  |           |                                           |
|  | Marcatori | 61’ Hromov 76’ Kabajev 86’ (rig.)Jurčenko |

| Arbitro: | Georgi Kabakov |

|                                    |           |                                            |
| Oliveira 31’ Vasilantōnopoulos 89’ | Marcatori | 8’ Tormena 10’ Esgaio 45’ Horta 83’ Galeno |

| Arbitro: | Lawrence Visser |

|                      |           |  |
| Ünder 12’ Barnes 14’ | Marcatori |  |

## Statistiche
Le statistiche riguardanti la Coppa di Grecia comprendono anche la finale della precedente stagione, disputatasi all'inizio della stagione presente.

### Statistiche di squadra
| Competizione    | In casa | In casa | In casa | In casa | In casa | In casa | In trasferta | In trasferta | In trasferta | In trasferta | In trasferta | In trasferta | Totale | Totale | Totale | Totale | Totale | Totale | DR |
| Competizione    | G       | V       | N       | P       | Gf      | Gs      | G            | V            | N            | P            | Gf           | Gs           | G      | V      | N      | P      | Gf     | Gs     | DR |
| --------------- | ------- | ------- | ------- | ------- | ------- | ------- | ------------ | ------------ | ------------ | ------------ | ------------ | ------------ | ------ | ------ | ------ | ------ | ------ | ------ | -- |
| Campionato      | 18      | 7       | 6       | 5       | 27      | 24      | 18           | 10           | 3            | 5            | 26           | 21           | 36     | 17     | 9      | 10     | 53     | 45     | +8 |
| Europa League   | 4       | 1       | 0       | 3       | 5       | 10      | 4            | 2            | 0            | 2            | 5            | 6            | 8      | 3      | 0      | 5      | 10     | 16     | -6 |
| Coppa di Grecia | 4       | 2       | 0       | 2       | 6       | 4       | 3            | 0            | 0            | 3            | 2            | 5            | 7      | 2      | 0      | 5      | 8      | 9      | -1 |
| Totale          | 26      | 10      | 6       | 10      | 38      | 38      | 25           | 12           | 3            | 10           | 33           | 32           | 51     | 22     | 9      | 20     | 71     | 70     | +1 |

### Statistiche individuali
| Giocatore            | Campionato | Campionato | Campionato  | Campionato | Coppa di Grecia | Coppa di Grecia | Coppa di Grecia | Coppa di Grecia | UEFA Europa League | UEFA Europa League | UEFA Europa League | UEFA Europa League | Totale   | Totale | Totale      | Totale     |
| Giocatore            | Presenze   | Reti       | Ammonizioni | Espulsioni | Presenze        | Reti            | Ammonizioni     | Espulsioni      | Presenze           | Reti               | Ammonizioni        | Espulsioni         | Presenze | Reti   | Ammonizioni | Espulsioni |
| -------------------- | ---------- | ---------- | ----------- | ---------- | --------------- | --------------- | --------------- | --------------- | ------------------ | ------------------ | ------------------ | ------------------ | -------- | ------ | ----------- | ---------- |
| C. Almpanīs          | 22         | 2          | 1           | 0          | 5               | 0               | 1               | 0               | 2                  | 0                  | 0                  | 0                  | 29       | 2      | 2           | 0          |
| K. Ansarifard        | 34         | 13         | 2           | 0          | 5               | 0               | 1               | 0               | 7                  | 1                  | 1                  | 0                  | 46       | 14     | 4           | 0          |
| G. Athanasiadīs      | 19         | -27        | 0           | 0          | 1               | -2              | 0               | 0               | 1                  | -3                 | 0                  | 0                  | 21       | -32    | 0           | 0          |
| E. Christopoulos     | 3          | 0          | 0           | 0          | 1               | 0               | 0               | 0               | 0                  | 0                  | 0                  | 0                  | 4        | 0      | 0           | 0          |
| D. Čyhryns'kyj       | 16         | 0          | 3           | 0          | 3               | 0               | 0               | 0               | 5                  | 0                  | 0                  | 0                  | 24       | 0      | 3           | 0          |
| O. Dančenko          | 7          | 0          | 2           | 0          | 4               | 0               | 1               | 0               | 0                  | 0                  | 0                  | 0                  | 11       | 0      | 3           | 0          |
| K. Galanopoulos      | 19         | 4          | 4           | 0          | 4               | 1               | 1               | 0               | 4                  | 0                  | 0                  | 0                  | 27       | 5      | 5           | 0          |
| L. García            | 26         | 5          | 3           | 0          | 5               | 1               | 2               | 0               | 4                  | 0                  | 0                  | 0                  | 35       | 6      | 5           | 0          |
| N. Hnid              | 10         | 0          | 1           | 0          | 2               | 0               | 2               | 1               | 2                  | 0                  | 1                  | 0                  | 14       | 0      | 4           | 1          |
| M. Kosidis           | 6          | 0          | 0           | 0          | 1               | 0               | 0               | 0               | 0                  | 0                  | 0                  | 0                  | 7        | 0      | 0           | 0          |
| N. Krstičić          | 25         | 1          | 12          | 0          | 4               | 0               | 2               | 0               | 7                  | 0                  | 2                  | 0                  | 36       | 1      | 16          | 0          |
| Ž. Laci              | 11         | 0          | 1           | 0          | 2               | 0               | 1               | 0               | 0                  | 0                  | 0                  | 0                  | 13       | 0      | 2           | 0          |
| H. Lopes             | 29         | 1          | 3           | 0          | 6               | 0               | 0               | 0               | 2                  | 0                  | 0                  | 0                  | 37       | 1      | 3           | 0          |
| T. Macheras          | 16         | 1          | 0           | 0          | 4               | 0               | 0               | 0               | 5                  | 0                  | 0                  | 0                  | 25       | 1      | 0           | 0          |
| P. Mantalos          | 33         | 2          | 4           | 1          | 5               | 1               | 1               | 0               | 7                  | 1                  | 5                  | 0                  | 45       | 4      | 10          | 1          |
| M. Mitaj             | 10         | 0          | 0           | 0          | 2               | 0               | 0               | 0               | 1                  | 0                  | 0                  | 0                  | 13       | 0      | 0           | 0          |
| M. Mpakakīs          | 15         | 0          | 1           | 0          | 0               | 0               | 0               | 0               | 3                  | 0                  | 0                  | 0                  | 18       | 0      | 1           | 0          |
| I. Nedelcearu        | 25         | 1          | 6           | 0          | 4               | 0               | 2               | 0               | 6                  | 0                  | 1                  | 0                  | 35       | 1      | 9           | 0          |
| N. Oliveira          | 26         | 6          | 4           | 0          | 4               | 2               | 1               | 0               | 6                  | 2                  | 1                  | 0                  | 36       | 10     | 6           | 0          |
| V. Radonja           | 1          | 0          | 0           | 0          | 3               | 0               | 0               | 0               | 0                  | 0                  | 0                  | 0                  | 4        | 0      | 0           | 0          |
| J.J. Šachov          | 25         | 3          | 5           | 1          | 3               | 0               | 0               | 0               | 7                  | 0                  | 2                  | 1                  | 35       | 3      | 7           | 2          |
| G. Sardelis          | 1          | 0          | 0           | 0          | 0               | 0               | 0               | 0               | 0                  | 0                  | 0                  | 0                  | 1        | 0      | 0           | 0          |
| A. Simões            | 18         | 2          | 3           | 0          | 3               | 0               | 1               | 0               | 5                  | 1                  | 2                  | 0                  | 26       | 3      | 6           | 0          |
| S. Svarnas           | 30         | 0          | 4           | 0          | 4               | 0               | 2               | 0               | 7                  | 0                  | 1                  | 0                  | 41       | 0      | 7           | 0          |
| D. Szymański         | 21         | 3          | 5           | 0          | 6               | 1               | 0               | 0               | 0                  | 0                  | 0                  | 0                  | 27       | 4      | 5           | 0          |
| M. Tanković          | 27         | 4          | 4           | 0          | 5               | 2               | 0               | 0               | 6                  | 2                  | 1                  | 0                  | 38       | 8      | 5           | 0          |
| P. Tsintotas         | 17         | -18        | 3           | 0          | 5               | 6               | 1               | 0               | 7                  | -13                | 0                  | 0                  | 29       | -25    | 4           | 0          |
| S. Vasilantōnopoulos | 13         | 1          | 2           | 0          | 2               | 0               | 0               | 0               | 8                  | 1                  | 1                  | 0                  | 23       | 2      | 3           | 0          |
| B. Enobakhare        | 1          | 1          | 0           | 0          | 0               | 0               | 0               | 0               | 0                  | 0                  | 0                  | 0                  | 1        | 1      | 0           | 0          |
| E. Insúa             | 13         | 0          | 6           | 1          | 0               | 0               | 0               | 0               | 6                  | 0                  | 4                  | 0                  | 19       | 0      | 10          | 1          |
| M. Livaja            | 17         | 3          | 6           | 0          | 1               | 0               | 0               | 0               | 7                  | 2                  | 2                  | 0                  | 25       | 5      | 8           | 0          |
| G.-F. Botos          | 1          | 0          | 0           | 0          | 0               | 0               | 0               | 0               | 1                  | 0                  | 0                  | 0                  | 2        | 0      | 0           | 0          |
| Paulinho             | 10         | 0          | 3           | 1          | 0               | 0               | 0               | 0               | 0                  | 0                  | 0                  | 0                  | 10       | 0      | 3           | 1          |
| D. Verde             | 0          | 0          | 0           | 0          | 1               | 0               | 0               | 0               | 0                  | 0                  | 0                  | 0                  | 1        | 0      | 0           | 0          |
| A. Šabanadžović      | 2          | 0          | 0           | 0          | 0               | 0               | 0               | 0               | 2                  | 0                  | 0                  | 0                  | 4        | 0      | 0           | 0          |